# Hans Franken
Hendrik (Hans) Franken (Haarlem, 17 september 1936) is een Nederlands jurist en voormalig CDA-politicus. Hij was lid van de Eerste Kamer, lid van de Raad van State en hoogleraar informatierecht aan de Universiteit Leiden.

## Wetenschappelijke en rechterlijke loopbaan
Na zijn gymnasium-B opleiding in 1954 ging Franken rechten studeren aan de Rijksuniversiteit Leiden. Van 1959 tot 1962 vervolgde hij zijn studie aan de Sorbonne in Parijs. Tot 1965 was Franken (waarnemend) Officier van Justitie in Rotterdam. Van 1965 tot 1966 was hij griffier bij de Rechtbank Rotterdam. Tot januari 1969 was hij advocaat en procureur bij advocatenkantoor Van der Hoeven en Fokma, waarna hij als rechter werd benoemd aan de Rotterdamse rechtbank tot 1974. In 1973 promoveerde hij aan de Universiteit van Amsterdam cum laude op het proefschrift Vervolgingsbeleid: Een jurimetrisch onderzoek betreffende het vervolgingsbeleid van het Openbaar Ministerie inzake artikel 26 Wegenverkeerswet; promotor was Ch.J. Enschedé. In 1974 werd hij tot hoogleraar in de inleiding tot rechtswetenschap benoemd aan de Erasmus Universiteit Rotterdam, en in 1977 stapte hij over naar de Universiteit Leiden, waar hij hoogleraar zou blijven tot 1983. Van 1 september 1983 tot 1 maart 1987 was Franken lid van de Raad van State. Van 1987 tot 2001 was Franken hoogleraar aan de Universiteit Leiden in encyclopedie van de rechtswetenschap en informatica en recht, en vanaf 2001 in het informatierecht.

## Politieke loopbaan
Franken werd in 1972 verkozen als lid (namens de CHU) in de Provinciale Staten van Zuid-Holland, wat hij twee termijnen zou blijven. De laatste zes jaar hiervan was hij fractievoorzitter. Van 1980 tot 1994 was Franken redacteur van het partijblad Christen-Democratische Verkenningen van het zojuist opgerichte CDA. In 1981 werd hij daarnaast voorzitter van de commissie C.D.A.-verkiezingsprogramma 'Om een zinvol bestaan', en van 1986 tot 1994 was hij voorzitter van het bestuur van het Wetenschappelijk Instituut van het CDA en lid van het algemeen bestuur van het CDA. Op 28 september 2004 werd Franken gekozen in de Eerste Kamer der Staten-Generaal, en daar hield hij zich onder meer bezig met justitie en buitenlandse zaken. Ook was hij zeer actief in de Parlementaire Vergadering van de Raad van Europa. Hij zou Eerste Kamerlid blijven tot 2015.
Franken was ondervoorzitter van de Eerste Kamer en nam na het aftreden van Fred de Graaf op 18 juni 2013 het voorzitterschap van de Eerste Kamer waar voor zolang er geen nieuwe voorzitter was gekozen. Franken stelde zich in juni 2013 kandidaat om de nieuwe voorzitter te worden. Hij haalde in de eerste ronde 26 stemmen, in de tweede en derde ronde 30 stemmen. Uiteindelijk werd VVD'er Ankie Broekers-Knol de nieuwe voorzitter.

## Onderscheidingen
- Ridder in de Orde van de Nederlandse Leeuw
- Wolfert van Borselenpenning, gemeente Rotterdam
- 1977: Moddermanprijs
- Sinds 1 september 1988: lid van de Koninklijke Nederlandse Akademie van Wetenschappen
- 2006: Winston Award voor positieve privacy
- Het Centrum voor Recht en Digitale Technologie van de Universiteit Leiden (eLaw) heeft in 2016 een jaarlijkse Hans Frankenlezing ingesteld.

## Voorzitter Stichting Geschillenoplossing Automatisering
Hans Franken is jarenlang voorzitter geweest van het bestuur van de Stichting Geschillenoplossing Automatisering, de SGOA. Deze onafhankelijke geschilleninstantie deelt eens per twee jaar de naar hem vernoemde Hans Frankenprijs uit aan de meest vernieuwende scriptie van een HBO- of WO-student op het raakvlak van informatietechnologie en recht.
- Gemeinsame Normdatei: 1146128401
- International Standard Name Identifier: 0000 0000 2748 8502
- Library of Congress Control Number: n87814313
- NARCIS: PRS1236202
- Nationale Bibliotheek van Israël: 987007452480005171
- Nederlandse Thesaurus van Auteursnamen: 069438684
- Parlement.com: vg09llyliqyk
- Système universitaire de documentation: 108839958
- Virtual International Authority File: 65525408
- WorldCat: E39PBJcKFqbft7WkHHrxqxG4MP